# Yvonne Brill (raketingenieur)
Yvonne Brill (geboren Yvonne Madalaine Claeys, Winnipeg, 30 december 1924 – Princeton (New Jersey), 27 maart 2013) was een Canadees-Amerikaans scheikundige en raket- en satelliet-ontwerper van Belgische afkomst. 
Brill werd geboren als kind van Vlaamse immigranten, in de oorspronkelijk Franstalige plaats Saint-Vital, die in 1971 zou worden geannexeerd door de stad Winnipeg, in de Canadese provincie Manitoba. Ze studeerde wiskunde en scheikunde aan de Universiteit van Manitoba.
Daarna vertrok Brill naar Californië in de VS, waar ze aan vliegtuigbrandstof werkte bij de vliegtuigfabrikant Douglas en scheikunde studeerde aan de University of Southern California in Los Angeles. Zij kreeg een baan bij de uit Douglas voortgekomen RAND Corporation waar de eerste plannen werden ontwikkeld voor het ontwerpen van kunstmatige satellieten.
In 1951 werd ze Amerikaans staatsburger en huwde ze met William Franklin Brill (overleden in 2010). In 1952 verhuisden ze naar de oostkust van de Verenigde Staten, waar zij aanvankelijk in de staat Connecticut en later in New Jersey woonden.

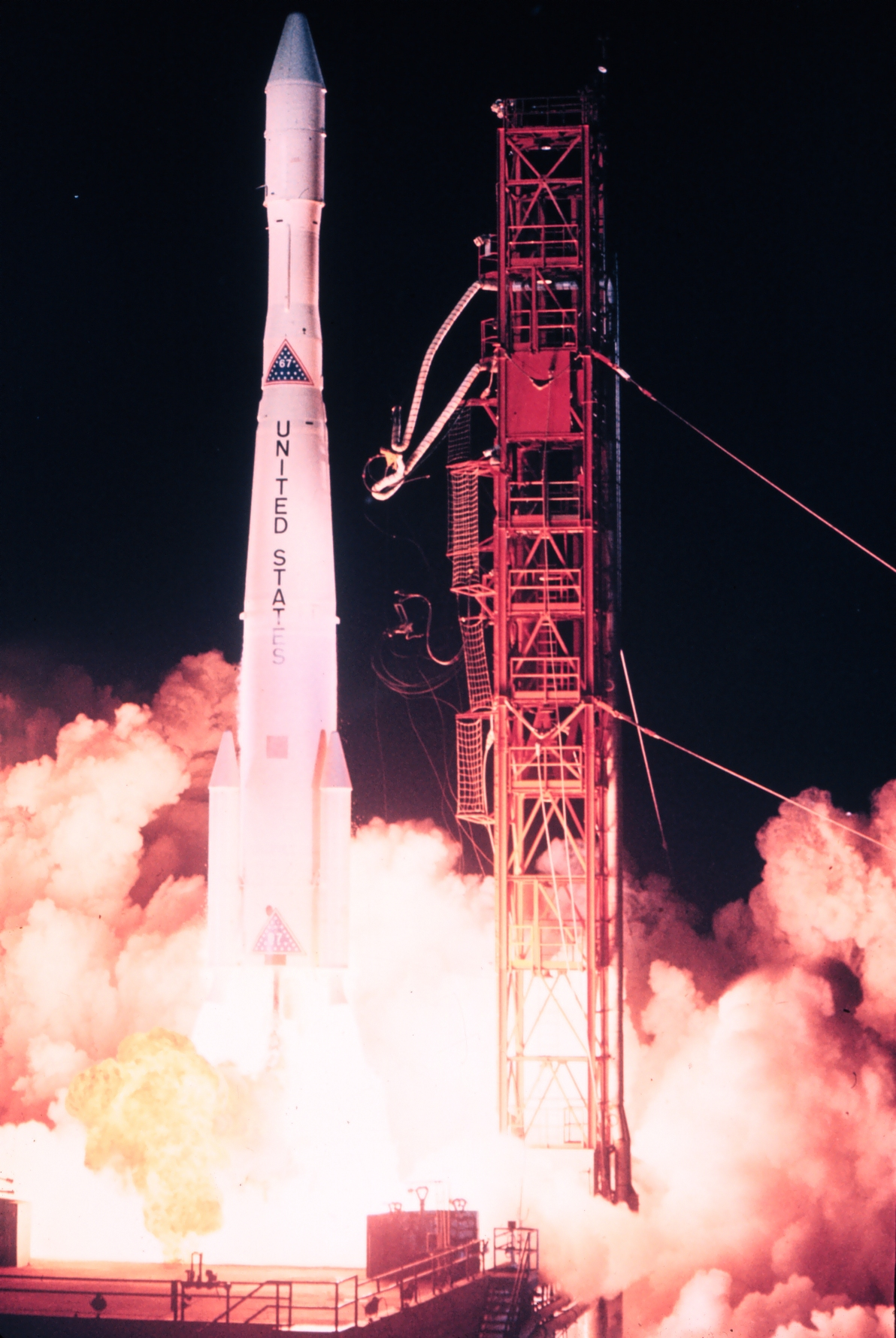
Lancering van satelliet ESSA-9, 1969

Brill werkte bij RCA waar ze in 1967 een nieuw aandrijvingssysteem voor raketten, de resistojet (ook bekend als Electrothermal Hydrazine Thruster), ontwierp, dat gebruikt wordt voor communicatie- en observatie-satellieten.
Sinds 1983 wordt dit systeem door RCA en anderen gebruikt voor de lancering van satellieten.
Voorts heeft ze bij de Amerikaanse ruimtevaartorganisatie NASA en de internationale organisatie voor maritieme communicatiesatellieten INMARSAT gewerkt.
In 1987 werd Brill opgenomen in de Amerikaanse National Academy of Engineering. In 2011 reikte de Amerikaanse president Obama haar de nationale medaille voor technologie en innovatie uit.
Brill overleed op 88-jarige leeftijd in een ziekenhuis in de stad Princeton aan de gevolgen van borstkanker.